# Irrigation

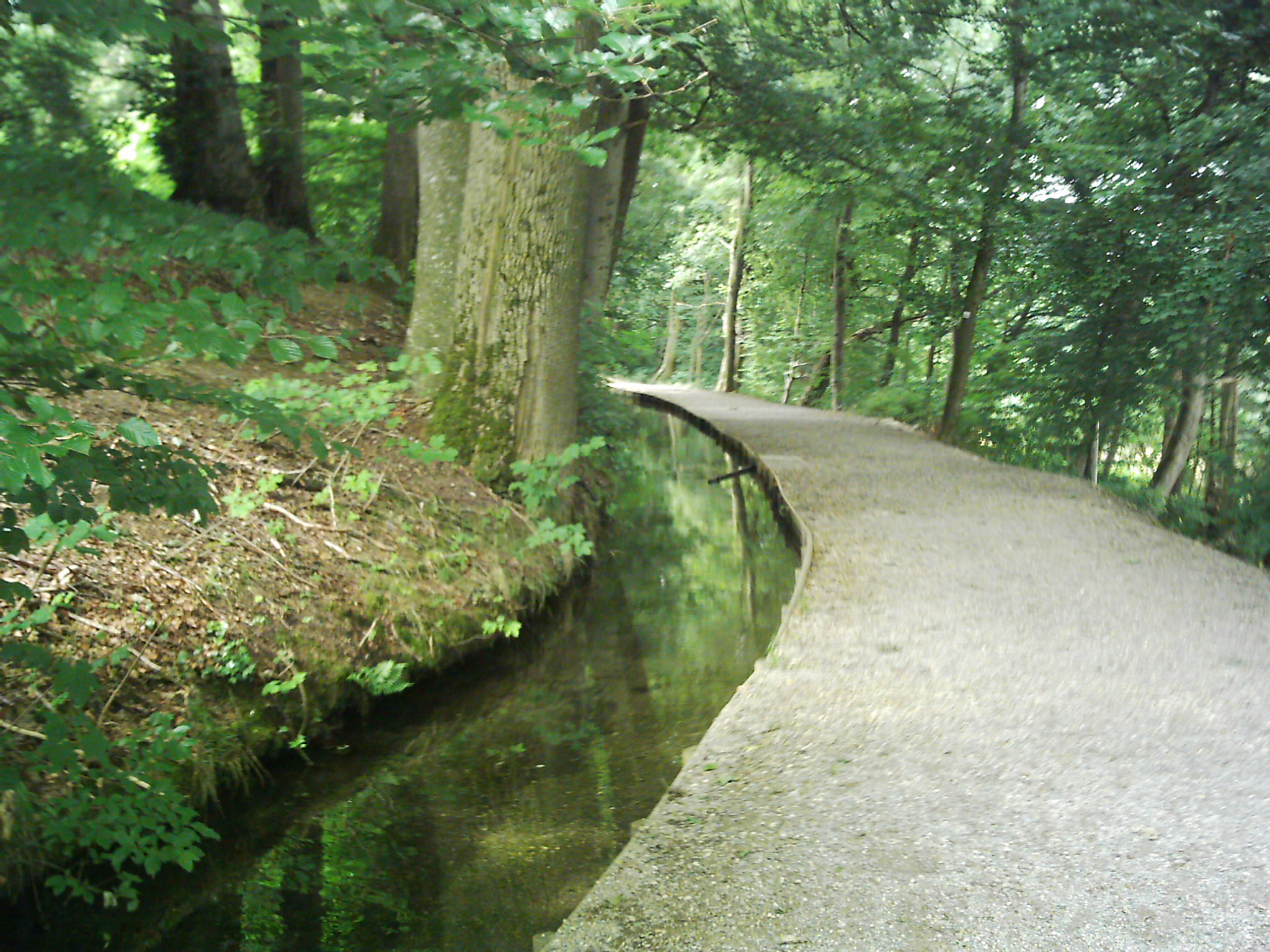
Depuis des siècles ou millénaires, des canaux d'irrigation (ex. : « biefs ») ont été construits presque perpendiculairement aux pentes pour transporter l'eau, parfois dès la haute montagne.

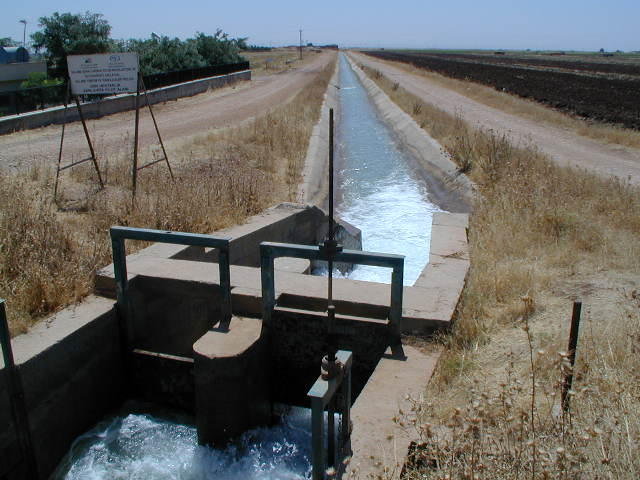
Canal d'irrigation en Anatolie.

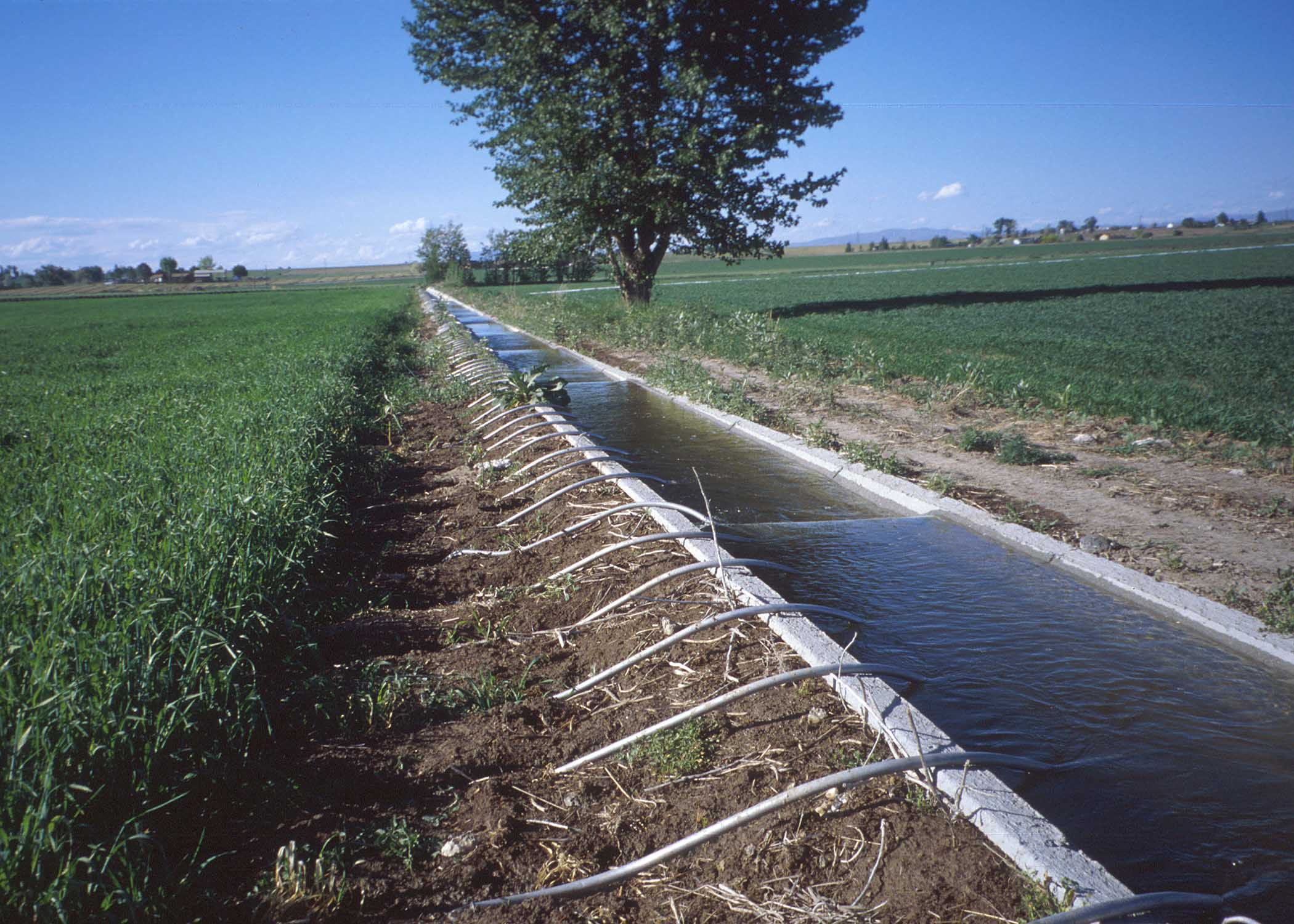
Les techniques plus économes en eau commencent à être développées.

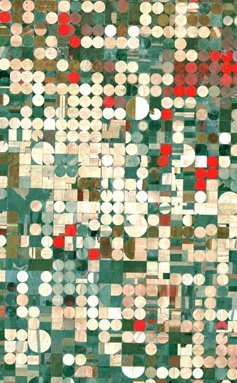
Image satellite (fausses couleurs) de champs irrigués près de Garden City, Kansas.

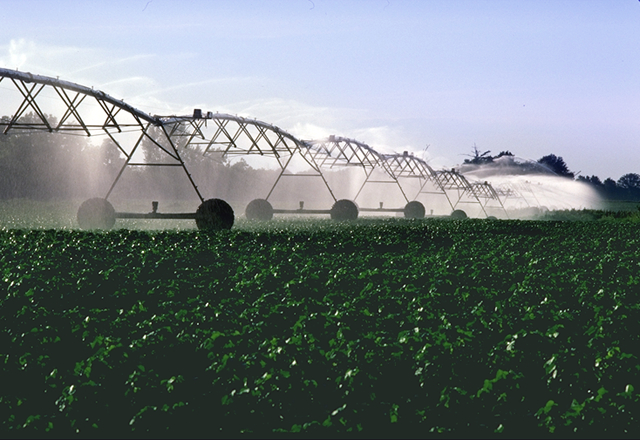
Irrigation du coton aux États-Unis.

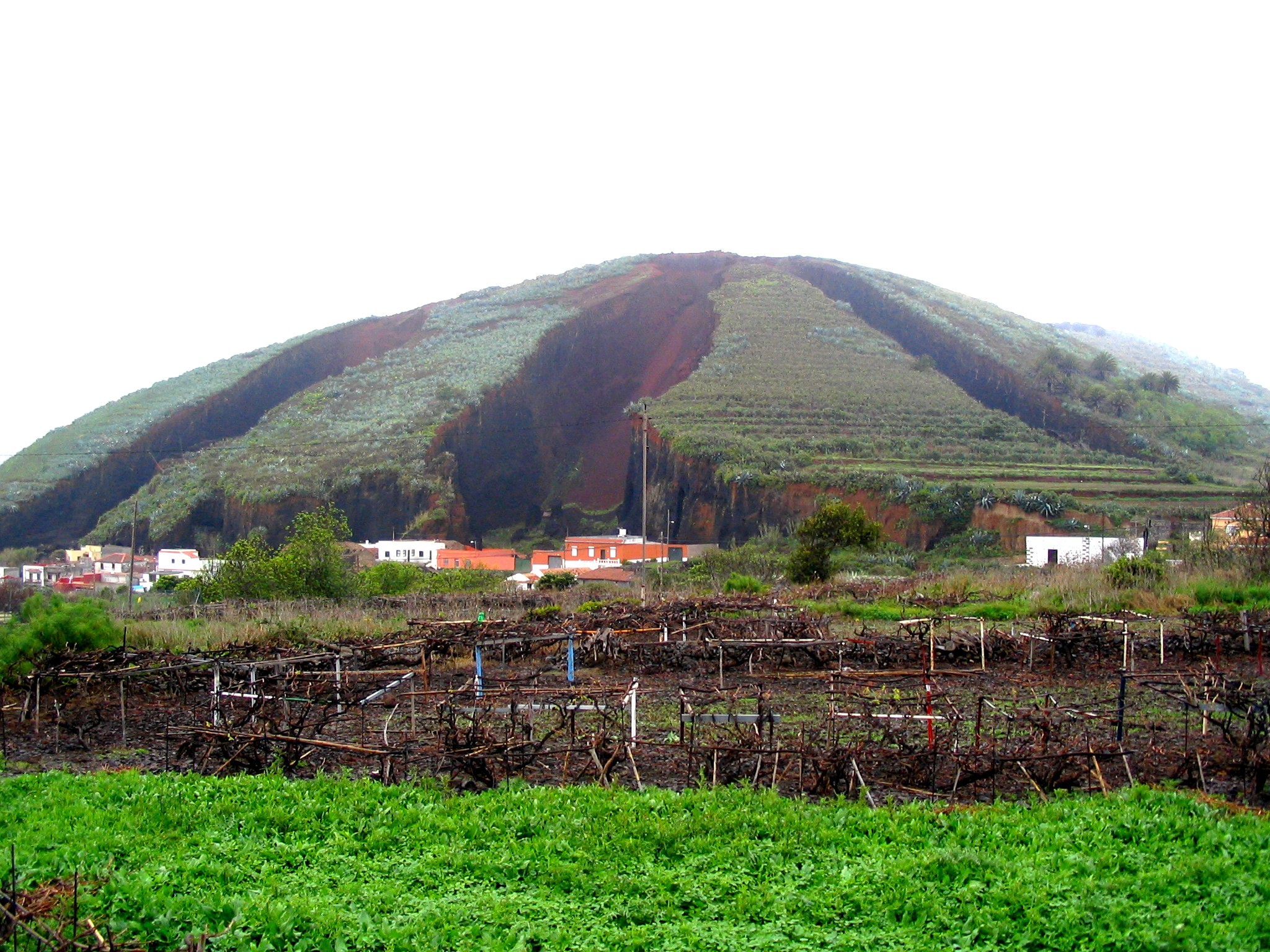
Carrières de cendre volcanique, El Palmar, île de Tenerife, Canaries. La terre brune, ou picòn retirée de cet ancien cône volcanique est épandue sur les champs pour améliorer leur pouvoir de rétention d’eau.

L’irrigation est l'opération consistant à apporter artificiellement de l’eau à des végétaux cultivés pour en augmenter la production et permettre leur développement normal, en cas de déficit d'eau induit par un déficit pluviométrique, un drainage excessif ou une baisse de nappe, en particulier dans les zones arides.
L’irrigation peut aussi avoir d’autres applications :
- l’apport d’éléments fertilisants soit au sol, soit, par aspersion, aux feuilles (fertilisation foliaire) ; dans la culture hydroponique, l’irrigation se confond totalement avec la fertilisation ;
- la lutte contre le gel, par aspersion d’eau sur le feuillage (vergers, vignobles) peut permettre de gagner quelques degrés de température précieux au moment des gelées printanières, voire dans certains cas par inondation.

Généralement il est d'usage d'employer le terme d'« arrosage » pour les petites surfaces (jardinage) réservant le terme d'« irrigation » pour les surfaces plus importantes (agriculture de plein champ, horticulture), mais il n’y a pas de norme en la matière.
Selon le glossaire international d’hydrologie, l’irrigation est un apport artificiel d’eau sur des terres à des fins agricoles.

## Techniques d’irrigation
On peut distinguer plusieurs techniques d’irrigation, plus ou moins économes en eau (ou à risque de salinisation, etc.), outre l'arrosage manuel (arrosoir, seau, etc.) réservé aux très petites surfaces.

### Écoulement de surface
L'irrigation de surface (« irrigation par sillons », « à la raie » ou « gravitaire »), utilise la gravité via un réseau de canaux et rigoles de taille dégressive. L'arrosage lui-même s'effectue ensuite par ruissellement, par submersion ou par infiltration dans le sous-sol proche des cultures.

### Asperseur

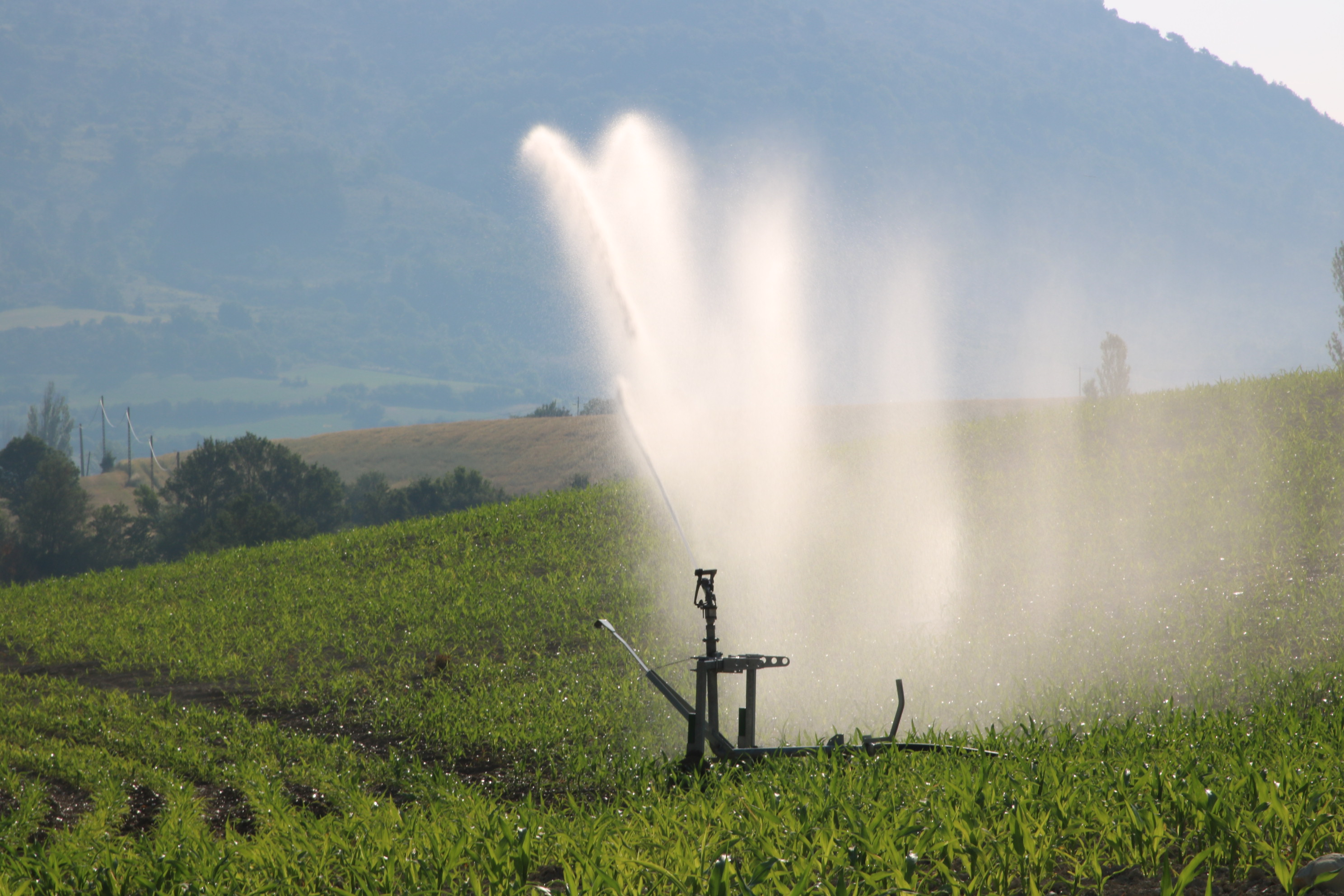
Irrigation par aspersion d'un champ de mais dans la vallée de la Méouge.

Cette technique consiste à imiter l'effet des précipitations : l'eau, acheminée sous pression par des tuyaux flexibles, est propulsée en l'air sous forme de gouttelettes, lesquelles retombent sur les cultures autour de chaque asperseur. La technique peut être déclinée en micro aspersion, semblable à la précédente mais plus localisée donc plus économe en eau.

### Micro-irrigation ou irrigation localisée
La micro-irrigation consiste à acheminer l'eau jusqu'aux racines des plantes, de manière très localisée et uniquement à la quantité nécessaire, ce qui permet en outre d'éviter le ruissellement source de pertes de minéraux et nutriments solubles. C'est un enjeu majeur en zone aride et d'oasis. Dans le contexte du réchauffement climatique, elle devient un enjeu important.
Dans l'Antiquité, on enterrait des pots d'argile emplis d'une eau qui s'infiltrait graduellement dans le sol (Irrigation par jarre, technique ancestrale faisant l'objet d'un regain d'intérêt, notamment dans le bassin méditerranéen, bien qu'elle ne soit encore que marginalement connue. La micro-irrigation est enterrée ou de surface, et fait appel à des techniques et matériaux variés (exemple : par infiltration, au moyen de matériaux poreux enterrés ou goutte à goutte piloté par ordinateur).
Le « goutte-à-goutte » (acronyme : GAG) est le plus utilisé en micro-irrigation : irriguant lentement les racines des plantes via des tuyaux et de goutteurs, ou soit en coulant à la surface du sol, ou en irriguant directement la rhizosphère (on parle alors de goutte à goutte enterré, qui économise beaucoup d'eau avec aussi une économie d'intrants s'ils sont acheminés directement vers la plante par ce moyen (voir fertirrigation). Elle concerne l'agriculture et l'arboriculture fruitière mais aussi les pépinières, par exemple de palmier dattiers,. Il est parfois source de bricolages efficients et d'innovation locale. La texture de certains sol et son degré de la salinité peuvent limiter l'intérêt de cette technique.

### Submersion
L'irrigation par inondation ou submersion consiste, comme son nom l'indique, à recouvrir d'eau la parcelle. C'est la technique appliquée dans les rizières ; c'est aussi celle qui fertilisait l'Égypte par les crues du Nil.

### Abissage
Cette technique consiste à dériver un cours d'eau dans une rigole en vue de l'amener en amont des prairies à irriguer.

## Détermination des besoins en eau
Les besoins en eau des plantes dépendent de plusieurs facteurs, intrinsèques ou extrinsèques à la culture :
- la RFU ou « réserve en eau facilement utilisable » ;
- la nature des plantes cultivées (espèce, variété) ;
- le stade de végétation ;
- la nature et l'état d’humidité du sol ;
- les données climatiques liées à la zone de culture (précipitations, insolation, vent...). À titre d'exemple, l'irrigation d'un hectare de verger de châtaignier peut nécessiter jusqu'à 3 000 m3 d'eau/an en région Rhône-Alpes et seulement la moitié en région Aquitaine (qui est plus humide naturellement)[14].

Il convient de tenir compte des réserves en eau du sol, de l’évaporation au niveau du sol, de la transpiration des plantes, de l’évapotranspiration qui cumule les deux phénomènes.
On irrigue en principe en fin de journée, autour de l'heure de coucher du soleil, ou parfois même la nuit jusqu'au petit matin.
En été, sous des températures de 25 à 30 °C, les plantes consomment par évapotranspiration environ 4 mm d'eau par jour (certains sites Internet indiquent le niveau d'ETP quotidien). Le but de l'irrigation est de compenser cette perte quotidienne. En sol sableux (très drainant), on pourra par exemple apporter 12 mm d'eau tous les 3 jours (ou 16 mm tous les 4 jours). En sol argileux, 24 mm tous les 6 jours (ou 28 mm par semaine). L'irrigation quotidienne est à proscrire car elle maintient la plante humide en permanence, ce qui favorise le développement des parasites et champignons.
À titre d'exemple, la culture d'un hectare d'une plante comme le maïs nécessite en moyenne 6 000 m3 d'eau au cours des 6 mois de culture soit environ 30 m3 d'eau par jour et par hectare pendant la saison chaude et en l'absence de précipitations naturelles.

## Matériel d’irrigation
Deux catégories de matériels ou d’installations sont nécessaires pour l’irrigation :
- ceux servant à amener l’eau depuis les sources disponibles (cours d'eau, lacs ou retenues, nappe phréatique) ;
- ceux servant à l’irrigation proprement dite, c’est-à-dire à distribuer l’eau aux plantes.

Dans la première catégorie, on trouvera : forage, pompes, réseaux d’irrigations, canaux, norias...
Dans la seconde : asperseurs, canons d’arrosage, arroseurs automoteurs, goutteurs. Il existe par exemple un système d'irrigation à pivot central.

## Intérêt et limites de l’irrigation
L'irrigation est une assurance de revenu pour de nombreux agriculteurs, en particulier pour des cultures spéciales (fruits, légumes). Elle est alors une contrainte dans le processus de production. En France, l'agriculture irriguée emploie entre 2 et 5 fois plus de personnes à l'hectare que l'agriculture pluviale, mais elle fournit un nombre équivalent d'emplois en amont et aval.
Une irrigation inadaptée ou mal conçue peut être source de propagation de pathogènes (Pseudomonas, kystes d'amibes, larves d'anguillules et œufs de parasites (dont némathelminthes, plathelminthes, trichomonas, trichocéphales, etc.), de polluants (résidus de médicaments, de biocides, etc.) dans les cultures ; c'est le cas avec l'utilisation d'eaux grises ou résiduaires, en particulier dans certains pays arides. En zone aride, le risque de salinisation est élevé.
L'irrigation peut aussi affecter les écosystèmes, le paysage ou l'agriculture en amont ou en aval, à cause des volumes d'eau détournés des cours d'eau. On cite souvent l’exemple de la mer d'Aral polluée et en partie vidée à cause de l'irrigation du coton en amont.
L’inconstance des ressources en eau météorique est l’une des caractéristiques les plus marquantes du climat méditerranéen. À un hiver relativement pluvieux succède la sécheresse d’un été torride. Comme les besoins des végétaux suivent une courbe inverse aggravée encore par les fortes températures estivales, l’eau intervient presque toujours comme facteur limite des rendements. Aucune parcelle ne devrait recevoir l’eau avant que ne soient entièrement résolus les trois problèmes suivants : Où l’irrigation est-elle opportune ? Quand doit-on l’appliquer ? Comment employer l’eau ?
Pour répondre, il est indispensable de procéder à des mesures sur le terrain, à des analyses au laboratoire, à des travaux sur plan, qui se traduisent finalement par des projets de maîtrise de la salinité. Le choix de la méthode d’irrigation se complique du fait de la liaison étroite existant entre ces facteurs de base. Dès que l’on tente de modifier l’un d'eux, tous les autres subissent par répercussion des changements plus ou moins profonds, qui peuvent imposer une nouvelle technique. Une étude attentive des données théoriques sur lesquelles repose la détermination du meilleur mode d’arrosage et donc indispensable avant d’aborder cette question.

## Statistiques
Dans le monde, 324 millions d’hectares sont irrigués (année 2012, source FAO) sur 1,4 milliard d’hectares de terres arables au total, ce qui représente 20 % de la surface agricole mondiale (5 % de la surface agricole en Afrique et 35 % en Asie). Ils fournissent 40 % de la production agricole mondiale (avec une productivité 2,7 fois supérieure à celles des terres arrosées par la pluie). La nécessité de préserver les ressources en eau conduit à une réglementation et à la taxation des prélèvements.
Neuf pays (Brésil, Canada, Chine, Colombie, États-Unis, Inde, Indonésie, Pérou et la Russie) concentrent 60 % des réserves d'eau douce. Trois pays (Inde, Chine, États-Unis) représentent 50 % des surfaces irriguées totales mais l'Asie ne dispose que de 30 % des ressources mondiales en eau douce, alors que 60 % de la population s’y concentre. 80 % de la nourriture produite au Pakistan provient de terres irriguées, 70 % pour la Chine, mais moins de 2 % pour le Ghana, le Mozambique ou le Malawi.

### L’irrigation en Europe et son évolution (1990-2015)

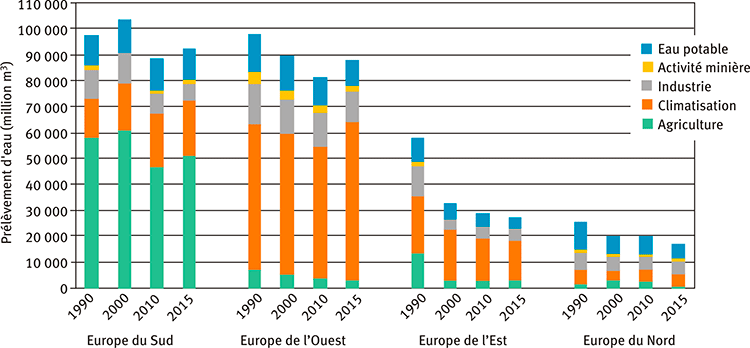
Évolution des prélèvements d'eau par secteur économique depuis les années 1990 (Agence européenne pour l'environnement, 2019).

L’Agence européenne pour l’environnement a publié en 2019 un état des lieux des prélèvements d’eau agricole en Europe et de son évolution au cours trois dernières décennies qui a fait l’objet d’une synthèse lors du colloque européen « Économie d’eau en irrigation » organisé en 2019 à Montpellier. Sans surprise c’est dans les pays du pourtour méditerranéen que les prélèvements pour l’irrigation sont les plus importants. Avec environ 60 000 millions de m3, ils représentaient généralement près de 60 % du volume total prélevé en 1990 et 2000, et environ 55 % en 2010 et 2015 (46 000 et 51 000 millions de m3, respectivement), atteignant 73 % au Portugal et 89 % en Grèce. À l’opposé, dans les pays d’Europe du nord, le recours à l’irrigation est limité, ne prélevant que moins de 3 % de l’eau douce pour cet usage. Dans les pays les plus occidentaux, « les prélèvements d'eau pour l'irrigation ont régulièrement diminué, passant de 7 000 millions de mètres cubes en 1990 à 3 400 millions de mètres cubes en 2015, représentant alors 4 % des prélèvements totaux dans cette zone ». La France, dont une partie du territoire est sous l’influence du climat méditerranée, a un taux de prélèvement qui s’élève à 12 %. Enfin, dans les pays d’Europe de l’Est, les prélèvements sont stables depuis 2000, représentant environ 12 % des prélèvements totaux (soit trois fois moins qu’avant 1990, époque où l'irrigation jouait un rôle important dans l'agriculture collectivisée à grande échelle sous le régime soviétique).
Dans l'ensemble, malgré l'intensification du déficit hydrique des cultures dans de nombreuses zones d'Europe, on observe une diminution des prélèvements d'eau pour l'irrigation dans toutes les régions entre 1990 et 2015 (75 %, 69 %, 51 % et 12 % pour l'Europe de l'Est, du Nord, de l'Ouest et du Sud, respectivement).

### 7,3% des terres agricoles irriguées en France en 2020

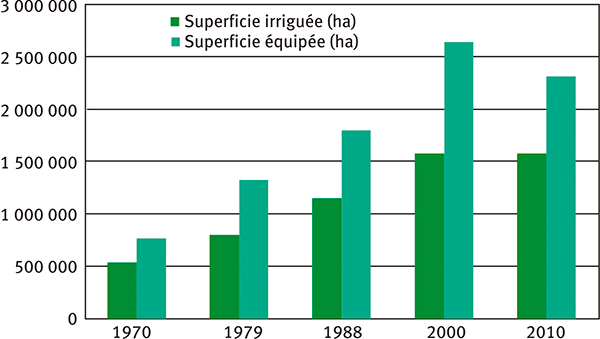
Surfaces irriguées et équipées des cinq derniers recensements agricoles 1970 à 2010 (Source : ministère de l’Agriculture, Service de la statistique et de la prospective).

En France comme dans le reste du monde, l'agriculture est l'activité qui consomme le plus d’eau. De plus contrairement à d'autres usages (refroidissement de centrales, alimentation en eau potable), le taux de restitution de l'eau agricole dans le milieu naturel est faible. En 2000, 1,9 million d'hectares de terres agricoles ont été irrigués, avec des variations annuelles expliquées par la météorologie ; et 3 143 millions de m³ pour 1,49 million d'hectares en 2012. Cette surface était de 0,8 million en 1970. 5,7 % de la surface agricole utilisée (SAU) sont irrigués (dont le maïs représente la moitié environ). Les régions irriguant le plus sont la Nouvelle-Aquitaine, la vallée du Rhône, la Beauce et les Pays de la Loire. Le taux d’équipement d'irrigation (ou surface irrigable) semble se stabiliser à 2,7 millions d’ha équipés. Les spécialisations régionales agricoles aboutissent à ce que trois régions (Aquitaine, Centre et Midi-Pyrénées) concentrent 50 % des surfaces irriguées. En 2006 près de 90 % des exploitations disposaient d’un compteur d’eau volumétrique (mais ce n'étaient que la moitié en 2000). Une partie de l'irrigation n'est pas déclarée.
Une analyse plus fine des statistiques semble cependant montrer une tendance à la stagnation, voire à la baisse, de l'irrigation en France au cours des dernières décennies. C'est ce que montre l'analyse du dernier recensement agricole, celui de 2010 avec une stagnation de la surface irriguée qui, auparavant, ne cessait de croître. Par contre, les surfaces équipées, c’est-à-dire qui peuvent être irriguées, sont en diminution pour la première fois (moins 12 % par rapport à 2000). Cette diminution est principalement localisée dans les bassins Adour-Garonne et Rhône-Méditerranée.
Toutefois, après une décennie de stabilisation entre 2000 et 2010, la quantité de surfaces irriguées est repartie à la hausse en France entre 2010 et 2020, d’après les données compilées par France Nature Environnement (FNE) à partir du dernier recensement agricole général. L’augmentation est de 14,6 % au niveau national : en 2020, 7,3 % de la surface agricole utile était ainsi irriguée contre 5,8 % en 2010.

## Pérennité de l'irrigation

### Généralités
L'agriculture irriguée peut faire appel à :
- de l'eau des rivières, lacs, réservoirs, terres humides ;
- de l'eau de pluie temporairement stockée dans le sol ;
- de l'eau non renouvelable ou lentement renouvelable (eaux souterraines des nappes phréatiques) ;
- de l'eau recyclée et non potable[28],[29].

En 2000, l'usage d'eau souterraine non renouvelable pour l'irrigation dans le monde représentait environ 250 km3/an sur les 2 510 km3/an d'eau utilisée pour l'irrigation. L'usage d'eau non renouvelable avait alors triplé depuis les années 1960.
Des régions, voire des pays entiers, ont recours de manière croissante à une irrigation non durable. Ce sont par exemple la Chine, l'Inde, et les États-Unis, qui sont des pays importants sur le plan agricole. On trouve, parmi les pays utilisant les plus forts pourcentages d'eau non renouvelable, le Pakistan, le Mexique, l'Iran, et l'Arabie Saoudite, notamment. L'impact d'une crise de l'eau agricole en raison de cet usage non durable dépasserait ces régions et pourrait avoir des effets à l'échelle planétaire.

### Économies d'eau en irrigation
Afin d'économiser l'eau à la source, une filière de réutilisation des eaux usées pour divers usages, dont l'irrigation, s'est développée un peu partout dans le monde. En France, l'usage des eaux usées traitées pour l'agriculture est limitée, notamment par le contexte règlementaire. Cependant les pratiques évoluent, à l'image de ce qui se passe dans le sud de la France où divers projets portés par des entreprises et des laboratoires de recherche ont permis de tester in situ une filière complète de traitement des eaux usées depuis leur sortie de la station d'épuration à leur utilisation dans les champs. Des traitements tertiaires des eaux usées ont été mis en œuvre en 2020 pour irriguer la vigne dans la région de Narbonne, en limitant au maximum les impacts sur l'environnement et la santé humaine. On peut aussi utiliser de telles ressources en eau pour l'arrosage des gazons, en mobilisant par exemple des systèmes d'irrigation de type goutte à goutte enterrés qui évitent la contamination par les pathogènes.
Divers dispositifs incitatifs aux économies d'eau d'irrigation ont été mis en place en France et en Europe.
A l'échelle européenne, la PAC actuelle et la PAC post-2020 ont mis (et mettent) en place un ensemble de dispositifs et de mesures pour favoriser une meilleure gestion de l'eau agricole. Une partie des projets portés par le Partenariat européen pour l’innovation pour une agriculture productive et durable (PEI-AGRI) concernent également l'eau agricole : ainsi en 2020, une quarantaine de projets collectifs (ou groupe opérationnel) Eau et Agriculture ont été initiés en Europe
En France, à la demande du Ministère de l'Agriculture, un référentiel comparant les économies d’eau réalisables selon le dispositif d’irrigation retenu a été réalisé en 2018. L'objectif est d'aider les agriculteurs à percevoir une aide financière pour changer de matériel d'irrigation, s'ils économisent de 5 à 25 %, sans baisse de rendement des cultures.
Du côté de la recherche & développement, des solutions techniques et numériques permettent une utilisation de plus en plus efficiente de l'eau d'irrigation avec pour certaines technologies des économies pouvant atteindre 50 % de l'eau utilisée. Enfin une plateforme technique permettant de tester en grandeur réel les dispositifs d'irrigation et d'innover dans ce domaine a été mis en place à Montpellier en 2019. Pilotée par des scientifiques, elle est également utilisée pour des recherches plus fondamentales, par exemple pour caractériser les fluides, leur écoulement dans les systèmes d’irrigation, leur dispersion à partir d’un jet, le transport de particules… en interaction avec les systèmes agricoles.

### Réchauffement climatique
Une étude parue en 2021 montre que le stress hydrique humide peut être fatal à l'être humain, mais aussi aux animaux. L'irrigation intense pourrait ainsi s'avérer dangereuse à l'avenir. Ainsi, il a été démontré que l'irrigation intensive en Inde diminue bien la température de surface, mais l'influence de l'irrigation sur l'humidité et le stress thermique humide extrême n'est pas bien comprise. L'irrigation intense de la région entraîne une augmentation du stress dû à la chaleur humide en Inde, au Pakistan et dans certaines parties de l'Afghanistan, affectant environ 37 à 46 millions de personnes en Asie du Sud, malgré une surface terrestre plus froide. Il est probable que les projections de stress thermique en Inde et dans d'autres régions dominées par des climats semi-arides et de mousson qui n'incluent pas le rôle de l'irrigation surestiment les avantages de l'irrigation sur le stress thermique sec et sous-estiment les risques.

## Facteurs élémentaires de l’irrigation

### Le sol
Le caractère d’ordre général qui doit retenir tout spécialement l’attention réside dans la grande hétérogénéité du sol, il est donc indispensable de chiffrer certaines propriétés de sol.

#### Topographie
Examiner la pente (facteur capital de l’irrigation) qui conditionne la vitesse de circulation de l’eau en surface, ainsi que le parcellement. Les parcelles à pente uniforme et de faible amplitude (zones desservies par les grands barrage, se prêtent bien à l’irrigation car elles réduisent les coûteux travaux de terrassement.

#### Propriétés physiques

##### Perméabilité et capacité du sol pour l’eau
Plus la perméabilité est grande, plus la capacité est faible.

##### Cohésion
Le maintien des particules entre elles. La force d’érosion de l’eau est d’autant plus élevée que la vitesse du liquide est plus grande. En outre, l’imbibition du sol réduit par elle-même la force de cohésion en dispersant les agrégats. Les terres lourdes, possèdent un degré de cohésion élevé, peuvent donc utiliser des masses d’eau importantes sur des pentes relativement prononcées. Les sols sablonneux se laissent volontiers, car ils sont peu cohérents, aussi de grandes précautions doivent être prises pour les mettre en eau. Les terres sableuses sont les plus difficiles à irriguer par l’eau. La cohésion peut présenter, pour un même sol, d’importantes variations durant l’assolement, selon l’état d’ameublissement, la nature et l’âge des plantes cultivées.

#### Propriétés chimiques

##### Matières organiques
En apportant au sol une humidité permanente, elle réalise les conditions de milieu idéales pour une rapide transformation des matières organiques. En accélérant la décomposition de la matière organique, l’eau d’arrosage tend à gâter le sol.

##### Matières minérales
L’excès d’eau entraîne dans les couches profondes du sol où les substances sont définitivement perdues, il est évident qu’il ne serait guère avantageux d’appliquer des arrosages très suivis sur les terres maigres.

### L’eau
L’utilisateur doit se préoccuper de l’origine de l’eau, de ses qualités et de son débit. Les besoins en eau domestique étant prioritaires, et vu le rôle central de l’eau pour de nombreux autres secteurs d’activités (tourisme, industrie, hydroélectricité, refroidissement des centrales nucléaires), l'agriculture irriguée, même si elle reste la principale utilisatrice de l'eau douce (70 % des volumes prélevés) doit respecter les dispositifs de contrôle pour l'accès à l'eau et les arbitrages entre les différents usages. Mais l’adéquation entre les demandes croissantes pour l'eau et la disponibilité des ressources en eau n'est pas toujours contrôlée. En France, l’obligation de comptage des prélèvements d’eau dans le milieu, inscrite dans la loi sur l’eau de 1992, n’a connu un début d’application qu’en 2007, et il existe encore des zones où les points de prélèvements agricoles ne sont pas tous déclarés.

#### La qualité physique
La qualité physique dominante est sa température. La température optimum peut se situer aux environs de 25°C pour la majorité des plantes, durant la saison active de la végétation. Un apport d’eau sur la terre très sèche peut donner lieu à des phénomènes d’hydratation susceptibles d’élever dangereusement la température du sol. C’est pourquoi on recommande de ne pas arroser en pleine chaleur. Une eau froide arrivant au contact d’un feuillage surchauffé peut également causer des accidents, certaines plantes comme les cucurbitacées y sont très sensibles. Certaines eaux courantes entraînent avec elles des limons de qualités fortes variables. Ceux du Nil fertilisent les cultures de la vallée, mais ces boues peuvent être infertiles et même nuisibles lorsqu’elles sont composées d’éléments colloïdaux qui viennent boucler les pores d’un sol déjà peu perméable. L’expérience est encore le seul guide en la matière qui permet de savoir si certaines crues boueuses sont utilisables sans décantation.

#### La qualité chimique
Irriguer c’est apporter de l’eau au sol de manière à créer un milieu favorable à la croissance et au développement des végétaux, la qualité de l’eau d’irrigation est un facteur important et déterminant pour la production agricole. Le choix d’une source d’eau pour irriguer doit dépendre du type et de la concentration des substances qui y sont dissoutes ou en suspension. Il dépend aussi des caractéristiques physiques et chimiques du sol. Pour ainsi dire que connaître les caractéristiques physico-chimique d’une eau destinée à l’irrigation est d’une importance capitale. Elle pourra participer à la bonne croissance des plantes, contribuer à la survie du système d’irrigation mis en place mais également limiter les impacts négatifs sur le sol utilisé. Par exemple, l’irrigation par aspersion avec une eau renfermant des concentrations relativement élevées d’ions sodium ou chlorure peut endommager les feuilles de cultures sensibles, en particulier lorsque les conditions climatiques favorisent l’évaporation (températures élevées et faible degré d’humidité). Les facteurs les plus importants pour déterminer la qualité requise de l’eau dans l’agriculture sont : la salinité, le sodium, l’alcalinité, le pH de l’eau et en fin la concentration en élément qui peuvent être toxique pour le végétal. La salinité est problème qui pose beaucoup de difficultés aux irrigants à cause de la teneur en sels dissous. La pression osmotique de la solution du sol augmente proportionnellement à la salinité, ce qui entraîne une réduction de la qualité d’eau utilisable par les plantes. Les principaux sels responsables de la salinité de l'eau sont les sels de calcium (Ca2+), de magnésium (Mg2+), de sodium (Na+), de potassium (K+), les chlorures (Cl−), les sulfates (SO42−) et les bicarbonates (HCO3−). Pouvant aller à une détérioration de la structure du sol à une réduction de sa macro et microporosité une teneur élevée en sodium dans une eau d’irrigation amène des problèmes de perméabilité du sol. Un excès de sodium peut également être à l’origine de la toxicité chez certaines plantes, or le sodium est absorbé par les cultures en même temps que l’eau et celui-ci se concentre dans les feuilles tandis que l’eau s’échappe par transpiration. Tout ceci pour dire que la présence de certains sels dans les eaux d'irrigation peut empêcher la bonne croissance des plantes. Les substances toxiques qui doivent être considérées attentivement sont le sodium, le chlorure et le bore, elles peuvent causer la baisse du rendement et provoquer l’échec de la récolte. L’eau dérive surtout des sels qu’elle contient en dissolution. Certains ions sont utiles, même à doses relativement élevées. Le calcium, qui compense ainsi les pertes de chaux dont il a été question plus haut. D’autres sont utiles à très faibles doses, puis deviennent rapidement nocifs lorsque la teneur de l’eau s’accroît : c’est le cas du magnésium. De même que l’on a maintenant recours à des essais physiologiques pour déterminer les besoins d’un sol en engrais, il ne faut pas hésiter à appliquer l’eau d’irrigation sur des plantes témoins, en utilisant la terre à irriguer, puisqu'on ne peut séparer sans crainte d’erreur ces deux éléments qui réagissent l’un sur l’autre : l’eau et le sol.
Remarque : avec la technique du goutte à goutte enterré, l'eau apporté aux racines des plantes plantes peut être enrichie en nutriment (azote, phosphore...). On parle alors de fertigation ou fertirrigation.

#### Le débit
C’est la quantité d’eau dont on dispose en un temps donné, par l’arrosage d’une propriété, il s’exprime en litres par seconde, litres par minute ou mètres cubes par heure.
Le débit total, ou module général pour une propriété, se calcule en fonction des besoins de pointe des cultures dans le cours d’une année. On doit tenir compte des pertes en cours de route, s’il y a lieu et se ménager une petite marge de sécurité en cas d’accident. Le volume d’eau distribué dans chaque élément, ou par hectare, prend le nom de dose, on a donc :
Dose = débit * temps d’écoulement

### Les cultures
Influent sur le mode d’irrigation soit par nature qui ne s’allie pas avec tous les systèmes, soit par leurs besoins en eau qui peuvent modifier la rotation des arrosages.

#### Nature des cultures
Impose un système d’irrigation. Il faut que les conditions naturelles conviennent à la fois à la plante et à son système d’arrosage. Si le milieu impose un mode d’irrigation, le choix des cultures se restreint. Ainsi une pente supérieure à 10 % nécessite les sillons ou l’arrosage en pluie. On ne peut songer à y installer économiquement des rizières. L’assolement peut amener à modifier le système d’irrigation au cours des années. Pour que ces changements ne surprennent pas le cultivateur, ils doivent être prévus avant l’établissement du réseau d’arrosage, afin qu’il soit agencé en conséquence.

#### Besoins des plantes
Varient avec le climat et avec les espèces et selon le degré d’évolution de la végétation. Les modifications dues aux facteurs climatiques sont essentiellement variables d’une année à l’autre suivent le régime des températures, de la pluviométrie, des vents, de l’hygrométrie… Les besoins sont variables suivant les espèces, principalement en raison de la durée de végétation en période estivale, certaines spéculations comme les cultures maraîchères, de primeur ne nécessitant que quelques arrosages au printemps, tandis que d’autres, comme la luzerne, le dattier réclament de l’eau sur la plus grande partie de l’année. Quelques espèces fruitières peuvent se contenter d’un arrosage de loin en loin (abricotier, olivier), tandis que certaines nécessitent des irrigations suivies (agrumes).

## Reconnaissance
« L'irrigation traditionnelle : connaissance, technique et organisation » est inscrit sur la liste représentative du patrimoine culturel immatériel de l'humanité par l'UNESCO en décembre 2023.